# Język irarutu
Język irarutu, także: irahutu, irutu, kaitero, kasira – język austronezyjski używany w indonezyjskiej prowincji Papua Zachodnia, we wschodniej części półwyspu Bomberai.
Biegle posługuje się nim mniej niż 6 tys. osób. Jest zagrożony wymarciem. Prawie wszyscy jego użytkownicy komunikują się również w języku indonezyjskim. Wśród młodszych użytkowników rośnie znaczenie tego języka, ze względu na wpływ mediów, systemu edukacji itp.
Wyróżnia się trzy główne dialekty (dwa dialekty zatoki Arguni oraz dialekt z rejonu zatoki Babo). Według Ethnologue występuje sześć lub siedem dialektów. Jest spokrewniony z językiem kuri, który bywa uznawany za bardzo odrębny dialekt irarutu.
Obejmuje dość rozległy obszar geograficzny. W niektórych wsiach używane są również inne języki (m.in. mairasi, tanah merah, sebyar). Skupiska użytkowników języka irarutu występują w mieście Kaimana oraz pobliskich miejscowościach Tiowa i Kroi.
„Kaitero” i „kasira” to nazwy odnoszące się do lokalizacji geograficznych. Nazwa „irarutu” znaczy tyle, co „prawdziwy język”. Formą „irahutu” posługują się osoby z zewnątrz.
Jego przynależność w ramach rodziny austronezyjskiej nie została dobrze ustalona. Serwis Ethnologue zaliczył go do grupy języków południowohalmaherskich.
Zalążkowe informacje nt. tego języka zebrali H.K.J. Cowan (1953) i J.C. Anceaux (1958). Kolejne materiały ukazywały się w latach 80. i 90. XX wieku. C.L. Voorhoeve oraz badacze z Summer Institute of Linguistics opublikowali podstawowe dane (1989)  oraz krótkie opisy gramatyki i fonologii (1991)  . Istnieje także obszerniejsze opracowanie gramatyczne z 2014 r.  Jest zapisywany alfabetem łacińskim.